# 鹿児島市立原良小学校
鹿児島市立原良小学校（かごしましりつ はららしょうがっこう 英語: Harara Elementary School）は、鹿児島県鹿児島市原良二丁目にある公立小学校。

## 沿革
- 1955年（昭和30年） - 鹿児島市立西田小学校、鹿児島市立草牟田小学校から分離し開校
- 1973年（昭和48年） - 鹿児島市立明和小学校を分離
- 1976年（昭和51年） - 鹿児島市立武岡小学校を分離

## 校区
- 永吉1、3丁目の全域及び2丁目の一部
- 原良町の全域
- 原良1 - 3丁目の全域
- 城西2、3丁目の全域

## 著名な出身者
- 宇都隆史 - 参議院議員（自由民主党）